# Selenophorus aeneopiceus
Selenophorus aeneopiceus är en skalbaggsart som beskrevs av Thomas Casey. Selenophorus aeneopiceus ingår i släktet Selenophorus och familjen jordlöpare. Inga underarter finns listade i Catalogue of Life.